# Gu Bon-gil
Gu Bon-gil (în coreeană 구본길; n. 27 aprilie 1989, Seul, Coreea de Sud) este un scrimer sud-coreean specializat pe sabie.
La Jocurile Olimpice din 2012 de la Londra a participat la proba de sabie individual, unde s-a oprit în tabloul de 16 în fața neamțului Max Hartung. La proba pe echipe, Coreea de Sud, în componența Gu, Won Woo-young, Kim Jung-hwan și Oh Eun-seok, a învins România în finala și a fost laureată cu aur.
La Campionatul Mondial din 2014 de la Kazan, Gu a ajuns în semifinală, unde a trecut de rusul Aleksei Iakimenko. A fost învins în finala de rusul Nikolai Kovaliov și s-a mulțumit cu argint. La proba pe echipe, Coreea a pierdut în finala cu Germania și a urcat pe treaptă a două a podiumului.
Va fi portdrapelul Coreei de Sud la Jocurile Olimpice de vară din 2012.

## Palmares
Clasamentul la Cupa Mondială
| An  | 2009 | 2010 | 2011 | 2012 | 2013 | 2014 | 2015 |
| --- | ---- | ---- | ---- | ---- | ---- | ---- | ---- |
| Loc | 196  | 3    | 3    | 4    | 5    | 1    | 1    |

## Legături externe
- en Gu Bon-gil la Olympedia.org
- Gu Bongil: Epic Sabre Compilation pe YouTube, o compilare de Sydney Sabre Centre